# Кактолгинське сільське поселення
Кактолги́нське сільське поселення (рос. Кактолгинское сельское поселение) — сільське поселення у складі Газімуро-Заводського району Забайкальського краю Росії.
Адміністративний центр — село Кактолга.

## Населення
Населення сільського поселення становить 418 осіб (2019; 502 у 2010, 592 у 2002).

## Склад
До складу сільського поселення входять:
| Населений пункт | Населення, осіб (2002) | Населення, осіб (2010) |
| --------------- | ---------------------- | ---------------------- |
| Будюмкан, село  | 182                    | 159                    |
| Кактолга, село  | 405                    | 339                    |
| Урюпіно, село   | 5                      | 4                      |